# Pseudochoeromorpha siamensis
Pseudochoeromorpha siamensis är en skalbaggsart som beskrevs av Stefan von Breuning 1936. Pseudochoeromorpha siamensis ingår i släktet Pseudochoeromorpha och familjen långhorningar.
Artens utbredningsområde är Laos. Inga underarter finns listade i Catalogue of Life.